# أوبريت فريج الخير
أوبريت فريج الخير هو أوبريت كويتي وطني ملحمي. غناء كلاً من : عبد الكريم عبد القادر، حسين جاسم، فطومة، طارق سليمان، سلمان العماري وزايد الزايد. صاغ كلماته الشاعر عبد اللطيف البناي ولحنه الموسيقار أنور عبد الله ونفذه المايسترو منير الحريري في استديو صوت الحب في القاهرة.
كما قام المخرج عبد الله عبد الرسول بإخراجه على مسرح السالمية في يوم 25 فبراير 2009 بمناسبة احتفالات الأعياد الوطنية لدولة الكويت، وشارك في العمل عدد من فنانين الكويت وذلك خلال أحد اللوحات الغنائية المكونة من 12 لوحة غنائية، منهم : إبراهيم الصلال، محمد المنيع، جاسم النبهان ومحمد حسن وغيرهم.